# Adrien Tixier
Pour les articles homonymes, voir Tixier.
Adrien Tixier, né le 31 janvier 1893 à Folles (Haute-Vienne) et mort le 18 février 1946 dans le 8e arrondissement de Paris, est un homme politique socialiste français, membre de la France libre, du Comité français de libération nationale, puis du Gouvernement provisoire de la République française.

## Biographie
Fils de Pierre-Edouard Tixier, maréchal-ferrant, et de Marie-Françoise Derosier, il se destine à l'enseignement. Étudiant à l'école normale de Châteauroux, il devient professeur dans l'enseignement technique. Mobilisé en août 1914 comme officier de réserve, il participe aux combats de la Première Guerre mondiale. Blessé peu après dans les Ardennes, il est amputé du bras gauche le 28 août suivant et reprend ses activités d'instituteur en 1915, avant de devenir professeur à l'École supérieure professionnelle d'Albi. Fondateur en 1917 de Union fédérale des associations françaises des mutilés de guerre et anciens combattants (UF), il quitte l'enseignement et devient secrétaire général de l'office départemental des pupilles de la nation et vice-président de l'UF. De 1925 à 1933, il est secrétaire général de la conférence internationale des anciens combattants.
Militant à la Section française de l'Internationale ouvrière (SFIO), il rencontre Albert Thomas et occupe à partir de 1920 diverses fonctions au sein du Bureau international du travail à Genève dont celle de directeur général en 1936.
Le 20 juin 1940, avec le professeur Edgard Milhaud et le professeur d'anatomie Jean-Amédée Weber, il envoie de Genève un télégramme au maréchal Pétain pour protester contre la demande d'armistice et demander la poursuite de la guerre aux côtés des Britanniques. Traversant la France avec de faux papiers, il s'embarque pour les États-Unis, par l'Espagne et le Portugal, comme représentant du Bureau international du travail. Le général de Gaulle le charge en novembre 1941 de représenter la France libre à Washington, où il se fait apprécier par l’administration Roosevelt.
Il occupe au sein du Comité français de la Libération nationale d’Alger le poste de commissaire au Travail et à la Prévoyance sociale du 7 juin au 9 novembre 1943 puis aux Affaires sociales du 9 novembre 1943 au 9 septembre 1944. Il devient ainsi le premier ministre des affaires sociales (voir la Liste des ministres français des Affaires sociales). Adrien Tixier est nommé ministre de l'Intérieur en septembre 1944 dans le Gouvernement provisoire de la République française du général de Gaulle, fonction qu’il conserve jusqu’à janvier 1946. Sa tâche consiste à rétablir la légalité républicaine dans une France désorganisée. Il révoque notamment nombre de responsables de la police et de l'administration qui avaient collaboré avec l'occupant nazi.
Cosignataire de l’ordonnance du 4 octobre 1945 instituant la Sécurité sociale, il crée, au ministère de l'Intérieur, la Direction de la surveillance du territoire (DST) et les Compagnies républicaines de sécurité (CRS).
Il accompagne le général de Gaulle aux côtés de Robert Lacoste, ministre de la Production, lors de sa visite d'Oradour-sur-Glane le 5 mars 1945.
Il est ensuite élu en septembre 1945 conseiller général du canton de Bessines-sur-Gartempe, puis en octobre de la même année député socialiste de la Haute-Vienne à la Première Assemblée nationale constituante. Il a présidé le Conseil général de la Haute-Vienne.
Il meurt lors d'une opération chirurgicale visant à extraire un projectile logé dans son crâne depuis 1914.
Il est inhumé à Folles.

## Publications
- Un programme social, Alger, Office français d'édition, 1944, 40 p. (discours prononcé à Alger le 10 octobre 1943 au meeting organisé par l'Union départementale des syndicats confédérés d'Alger).
- Après les troubles du département de Constantine, mai 1945 : Un programme de réformes pour l'Algérie, discours prononcé à la tribune de l'Assemblée consultative le 18 juillet 1945, Paris Éditions de la Liberté, 1945, 52 p.

## Distinctions
- Chevalier de la Légion d'honneur